# Er domPasquale (musical)
Er domPasquale è l'adattamento teatrale dell'omonimo disco di Tito Schipa Jr. pubblicato nel 1980 e che vede la partecipazione dello stesso identico cast del disco eccetto Lucio Dalla.
Lo spettacolo è stato messo in scena contemporaneamente all'uscita dell'album (su tre LP) e veniva cantato e recitato interamente su basi musicali (le stesse del disco), tranne che per brevi parti con l'ausilio dei musicisti come il balletto di Pasquale e Malatesta (violino e chitarre) o il duetto di Norina e Ernesto (due chitarre). Il violino veniva usato per l'intero spettacolo come ausilio alle basi stesse e per l'attacco a vuoto dei cantanti.
Il primo cast era costituito da:
- Anna Arazzini: Norina
- Roberto Bonanni: Malatesta
- Yo Yokaris (nome d'arte di Edoardo Nevola): Ernesto
- Tito Schipa Jr.: Pasquale
- Ignazio Marcozzi: Servo / Notaio / Donizetti

Nel 1980, stesso anno della pubblicazione su disco, è stata effettuata una registrazione video dello spettacolo da parte della Rai con il cast del disco eccetto Lucio Dalla sostituito nel ruolo del Notaio da Ignazio Marcozzi. Le riprese - fatte al Piper Club - sono state registrate sia in playback che dal vivo a seconda delle esigenze di scena e trasmesse più volte negli anni dalla Rai.
A metà anni 80 il progetto ha subito un'interruzione dovuta a vari problemi tecnico-organizzativi e, soprattutto, per la defezione di due degli interpreti del cast originale, ma l'attività ha ripreso nella stagione 1985-86 con nuovi artisti come apparso su Il Messaggero , La Repubblica , Il Tempo , Corriere della Sera e altri mezzi di informazione.
II cast della ripresa era costituito da:
- Luisella Lazzari: Norina
- Roberto Bencivenga: Ernesto
- Marco Valerio Marletta (repliche): Ernesto
- Michele Seffer: Servo / Notaio / chitarrista
- Massimo Pastorello: violinista / chitarrista / Donizetti

Lo stesso musical - re-intitolato Non Pasquale - è stato portato in scena al "New York Shakespeare Festival" nel 1983, tradotto in inglese, con l'aggiunta di nuovi personaggi e la produzione di Joseph Papp.